# Switching Cut-Through
Em redes de computadores, Switching Cut-Through é um método para sistemas de comutação de quadros, em que o switch começa encaminhando um quadro (ou um pacote) antes mesmo dele ser totalmente recebido, normalmente, esse processo acontece assim que o endereço destino é reconhecido. Ao contrário de Switching Store-and-forward, o Cut-Through reduz o tempo de atraso durante o switching e deixa que dispositivos de outras camadas façam o reconhecimento de erros. Embora esse fator, a técnica pode ocupar uma maior largura de banda, uma vez que não descarta quadros danificados e inválidos.
Switches mais modernos conseguem escolher dinamicamente entre a técnica Cut-through e a Store-and-forward analisando a condição da rede.
Switches meramente Cut-through só são possíveis quando a velocidade de interface de saída é igual a da de entrada.

## Uso na Ethernet
Como a sequência de verificação de um quadro aparece no final do mesmo, quando a técnica é usada em Ethernet, o switch não consegue verifica a integridade do quadro antes de encaminhá-lo e o faz assim mesmo, diferente do que acontece no Store-and-forward que derruba o quadro quando reconhece um erro nessa sequência.
A tecnologia foi desenvolvida pela Kalpana, mesma companhia que apresentou pela primeira vez um Switch de Ethernet.
Há ainda uma variação da técnica chamada Switching Livre de Fragmentos. Ela resolve parcialmente o problema assegurando que fragmentos que sofreram colisões não serão encaminhados. Nela, o switch aguarda a aprovação da janela de colisão (64 bytes), em outras palavras, ele verificará cada quadro para garantir que nenhuma fragmentação tenha ocorrido. Essa variação proporciona uma melhor verificação de erros com baixo aumento no tempo de latência, embora ainda exista a possibilidade de encaminhamento de quadros corrompidos ou inválidos.
O Switching Cut-Through é muito utilizado em aplicações da computação de alto desempenho que demandam latências de processo a processo de 10 microssegundos ou menos.

## Uso em Fibre Channel
O Switching Cut-through é a arquitetura de comutação dominante em Fibre Channel, devido à performance de baixa latência exigida em tráfegos em SCSI. A Brocade tem implementado a técnica em seus Fibre Channels ASICs desde 1990 e em dezenas de milhões de portas na produção de SANS por todo o mundo.
Os erros de CRC são detectados no Cut-trough e indicados por uma marcação no EOF mostrando que o quadro é inválido. Os dispositivos de destino (Hosts e Servidores) reconhecem o EOF marcado e descartam o quadro antes de enviá-los para a aplicação. O descarte de quadros corrompidos em dispositivos de destino é um método 100% confiável para o tratamento de erros e é obrigatório segunda normas de Fibre Channels previstas pela Technical Committee T11. Além disso, esse processo também reduz o tempo de recuperação de quadros ruins uma vez que no momento que um dispositivo de destino recebem um quadro marcado como "inválido" a recuperação do mesmo começa imediatamente.
Na tecnologia Store-and-Forward, o quadro corrompido é descartado no switch forçando um novo tempo limite no SCSI para a recuperação do mesmo, o que pode resultar em um atraso de dezenas de segundos.

## Uso em ATM
O switching Cut-through é uma das mais importantes ferramentas de redes de ip usadas em ATM desde que roteadores de bordas em ATM foram capazes de utilizarem cell switcing através do núcleo de rede com baixa latência em todos os pontos. Com links de alta velocidade, esse tem se tornado menos um problema desde que a latência de pacotes reduziu-se muito.

## Uso em InfiniBand
É muito popular em redes InfiniBand, uma vez que eles são de extrema importância em redes onde o tempo de latência é muito importante, como em aglomerados de supercomputadores.